# Карбуратор
Карбураторът е част от системата за захранване с гориво на двигателите с вътрешно горене, работещи по принципа на Николаус Ото. Карбураторът служи за образуване на подходяща по количество и състав и възможно по-хомогенна смес от гориво и въздух при всеки режим на работа на двигателя. Тези системи за захранване с гориво се смятат за остарели. От 80-те години на XX век карбураторните системи постепенно се изместват от инжекциони – системи за непосредствено впръскване на горивото в цилиндрите. Към 2010 г. леки коли с карбураторни двигатели вече не се произвеждат.

## Основни съставни части
За разлика от първите използвани карбуратори, които са работили на изпарителен принцип, по-новите са пулверизационни. Основните им части се съдържат в т. нар. елементарен карбуратор. Той се състои от поплавкова камера с поплавък, иглен клапан, горивен жикльор и разпръсквач и от главен въздушен канал, образуван от входна тръба, дифузьор и смесителна камера с дроселна клапа. Чрез фланец в края на смесителната камера карбураторът се свързва с всмукателния тръбопровод, а към входната му тръба се присъединява въздушният филтър.
- Поплавъкът представлява плътно затворено месингово или пластмасово тяло. За даден карбуратор той има точно определена маса и форма.
- Горивният жикльор дозира количеството на изтичащото от поплавковата камера гориво. Той представлява сменяема резбова пробка с точно изработен отвор и определена пропускателна способност.
- Чрез разпръсквача горивото постъпва в най-тясната част на дифузьора, където условията за смесообразуване са най-добри.
- Дифузьорът има за задача да увеличи скоростта на преминаващия въздух с цел да се подобри смесообразуването. Представлява къса тръба със стеснено проходно сечение. За намаляване на хидравличните загуби от стеснението, които влошават пълненето на цилиндрите, то има форма на два пресечени конуса, като дължината на изходящия е по-голяма.
- Чрез дроселната клапа се регулира количеството на постъпващата в цилиндрите горивна смес. Обикновено тя представлява кръгла месингова пластинка, закрепена на вал. Задвижва се чрез лостов механизъм от педал или ръчка „за газ“.

## Действие
Елементарният карбуратор действа по следния начин. Подаваното от резервоара гориво през горивопровода постъпва в поплавковата камера, където налягането е равно на атмосферното. С увеличаване на нивото на горивото поплавъкът се повдига. Игленият клапан, който се поддържа от свързания с поплавъка шарнирен лост, също се повдига и при определено ниво затваря притока на гориво. Когато от поплавковата камера през разпръсквача изтича гориво, поплавъкът слиза надолу, игленият клапан се отваря и отново постъпва гориво до определеното ниво. Така нивото на горивото в поплавковата камера за даден режим на работа се поддържа постоянно. За да се предотврати изтичане на гориво от разпръсквача при неработещ двигател, поддържаното ниво за различните карбуратори е с 4 – 8 mm под изходния отвор на разпръсквача. То се предписва и конструкцията позволява да се регулира.
При работа на двигателя по време на такта пълнене обемът в цилиндъра над буталото се увеличава и се създава подналягане, което предизвиква преминаване на въздушен поток през карбуратора към отворения всмукателен клапан. От уравнението за непрекъснатост и уравнението на Бернули следва, че в стеснението на дифузьора, където е и изходният отвор на разпръсквача, въздухът увеличава скоростта си, а статичното му налягане намалява. Тъй като налягането в поплавковата камера остава неизменно, върху свободните повърхности на горивото в двата скачени съда – поплавкова камера и разпръсквач, ще действа различно налягане при поплавковата камера и в изходния отвор на разпръсквача. Вследствие на разликата в тези налягания, т.е. на разреждането в дифузьора от разпръсквача изтича фонтан гориво. Тъй като въздухът се движи с многократно по-голяма скорост от изтичащото гориво, той го разбива на ситни капчици. Те се смесват с въздуха, увличат се от него и частично се изпаряват. По-нататък изпаряването на горивото и хомогенизирането на сместа продължават във всмукателния тръбопровод и цилиндъра. Количеството на образуваната горивна смес се регулира, като се изменя проходното сечение в смесителната камера чрез завъртане на дроселната клапа.
Ако положението на дроселната клапа и честотата на въртене не се променят, количеството и съставът на горивната смес, образувана в карбуратора, не трябва да се променят. Но ако въздушният филтър е замърсен, хидравличното му съпротивление нараства и разреждането в дифузьора се увеличава. Вследствие на това разходът на въздух намалява, а разходът на гориво се увеличава – сместа излишно се обогатява, двигателят работи неикономично и отделя повече азотен оксид (NO) и въглероден оксид (CO). За да се избегне това, поплавковата камера на по-новите карбуратори се свързва с атмосферата не пряко, а чрез пространството при входната тръба. Такива карбуратори се наричат уравновесени и при тях съставът на горивната смес не зависи от промяната на съпротивлението на въздушния филтър.

## Видове карбуратори
Според посоката на движение на горивната смес в смесителната камера карбураторите са: с низходящ, с възходящ или с хоризонтален поток. По-новите автомобилни карбуратори са почти изключително с низходящ поток, тъй като са по-достъпни за обслужване и защото са по-удобни за компановката на двигателя в автомобила.
Според броя на смесителните камери карбураторите са едно-, дву- и многокамерни. Най-голямо приложение имат двукамерните. Двете камери могат да са с последователно действие, втората дроселна клапа започва да отваря, след като първата е отворена до определено положение, а пълното им отваряне става едновременно; с паралелно действие – двете дроселни клапи се отварят едновременно и всяка от камерите захранва част от цилиндрите.
Основните фактори, който влияят върху смесообразуването в карбуратора, са: движението на въздушния поток през карбуратора и величините, които го характеризират (скорост, налягане, температура, разход) разходът на гориво през горивния жикльор; разпръскване и изпарение на горивото.